# 衛星獎最佳女主角
衛星獎最佳女主角（Satellite Award for Best Actress）是衛星獎重要的獎項之一，頒發給年度最佳電影女主角，於1996年開始頒發。
1996年至2010年期間，變項劃分為「音樂及喜劇組」和「戲劇組」兩大組別，所以每年有兩名得獎者；直到2011年，全部電影歸於同一組別角遂獎項，2018年起再度分拆。

## 歷屆得主

### 1990年代
| 音樂及喜劇組 | 音樂及喜劇組    | 音樂及喜劇組       | 戲劇組                   | 戲劇組               |
| 年份         | 女演員          | 提名電影           | 女演員                   | 提名電影             |
| ------------ | --------------- | ------------------ | ------------------------ | -------------------- |
| 1996年       | 桂莉芙·柏德露   | 《芳心愛漫遊》     | 法蘭絲·麥杜雯 †          | 《雪花高離奇命案》   |
| 1996年       | 格倫·克洛斯     | 《101斑點狗》      | 布兰达·布莱斯 ‡          | 《秘密与谎言》       |
| 1996年       | 莎莉·麥克琳     | 《温特伯恩夫人》   | 克里斯汀·斯科特·托马斯 ‡ | 《別問我是誰》       |
| 1996年       | 希瑟·瑪塔拉佐   | 《纯真传说》       | 艾米丽·沃森 ‡            | 《破浪》             |
| 1996年       | 貝蒂·米勒       | 《大婆俱樂部》     | 羅蘋·萊特                | 《凤舞红尘》         |
| 1997年       | 海倫·亨特 †     | 《貓屎先生》       | 茱迪·丹芝 ‡              | 《皇室別戀》         |
| 1997年       | 彭美·葛莉亞     | 《危險關係》       | 海倫娜·寶咸·卡達 ‡       | 《三顆翼動的心》     |
| 1997年       | 麗莎·庫卓       | 《茶煲雙妹嘜》     | 朱莉·克里斯蒂 ‡          | 《換妻遊戲》         |
| 1997年       | 帕克·波西       | 《Yes之屋》        | 琦·溫斯莉 ‡              | 《泰坦尼克号》       |
| 1997年       | 茱莉亞·羅拔絲   | 《真的想嫁你》     | 鍾·艾倫                  | 《冰風暴》           |
| 1998年       | 姬絲汀娜·莉芝   | 《對抗性誘惑》     | 姬蒂·白蘭芝 ‡            | 《傳奇女王伊利沙伯》 |
| 1998年       | 桂莉芙·柏德露 † | 《寫我深情》       | 费尔兰德·蒙特纳哥 ‡      | 《中央车站》         |
| 1998年       | 珍·霍洛克斯     | 《聲光乍洩》       | 梅麗·史翠普 ‡            | 《最愛是誰》         |
| 1998年       | 荷莉·亨特       | 《豁達情空》       | 艾米丽·沃森 ‡            | 《無情荒地有琴天》   |
| 1998年       | 美琪·賴恩       | 《電子情書》       | 海倫娜·寶咸·卡達         | 《飛份之想》         |
| 1998年       |                 |                    | 蘇珊·莎朗頓              | 《後備媽咪》         |
| 1999年       | 珍妮‧泰爾 ‡     | 《蒲公英》         | 希拉里·斯旺克 †          | 《沒哭聲的抉擇》     |
| 1999年       | 茱莉亞·羅拔絲   | 《摘星奇緣》       | 安妮特·班宁 ‡            | 《美国丽人》         |
| 1999年       | 茱莉安·摩爾     | 《妳想丈夫》       | 伊蓮·卡西迪              | 《你是我羔羊》       |
| 1999年       | 法蘭絲·奧·歌娜  | 《心鎖》           | 妮歌·潔曼                | 《大開眼戒》         |
| 1999年       | 茜茜莉亞·羅夫   | 《論盡我阿媽》     | 薛歌妮·韋花              | 《世界地图》         |
| 1999年       | 麗絲·韋花絲潘   | 《呢個校園選乜鬼》 | 工藤夕貴                 | 《六月飄霜》         |

### 2000年代
| 音樂及喜劇組 | 音樂及喜劇組    | 音樂及喜劇組                   | 戲劇組                   | 戲劇組                             |
| 年份         | 女演員          | 提名電影                       | 女演員                   | 提名電影                           |
| ------------ | --------------- | ------------------------------ | ------------------------ | ---------------------------------- |
| 2000年       | 雲妮·絲維嘉     | 《急救愛情狂》                 | 艾倫·鮑絲汀 ‡            | 《迷上癮》                         |
| 2000年       | 珊迪娜·布洛     | 《選美俏臥底》                 | 鍾·艾倫 ‡                | 《挑撥性醜聞》                     |
| 2000年       | 格倫·克洛斯     | 《102斑點狗》                  | 羅娜·蓮妮 ‡              | 《請再靠緊我》                     |
| 2000年       | 金美倫·戴雅絲   | 《神探俏嬌娃》                 | 茱莉亞·羅拔絲 †          | 《伊人當自強》                     |
| 2000年       | 珍娜·艾芙曼     | 《男人愛美神》                 | 吉蓮·安德森              | 《歡愉之家》                       |
| 2000年       | 布蘭達·布蕾辛   | 《發達草》                     | 碧玉                     | 《天黑黑》                         |
| 2001年       | 妮歌·潔曼 ‡     | 《情陷紅磨坊》                 | 西席·斯貝西克 ‡          | 《不伦之恋》                       |
| 2001年       | 雲妮·絲維嘉 ‡   | 《BJ單身日記》                 | 茱迪·丹芝 ‡              | 《愛莉思的情書》                   |
| 2001年       | 柯德莉·塔圖     | 《天使愛美麗》                 | 荷爾·芭莉 †              | 《孽愛傷痕》                       |
| 2001年       | 麗絲·韋花絲潘   | 《律政俏佳人》                 | 姬蒂·白蘭芝              | 《亂世有情天》                     |
| 2001年       | 薛歌妮·韋花     | 《千「你」奇緣》               | 妮歌·潔曼                | 《不速之嚇》                       |
| 2001年       | 科拉·碧芝       | 《黐孖妹》                     | 蒂妲·絲雲頓              | 《慾劫迷離》                       |
| 2002年       | 珍妮花·域斯費士 | 《眾裡尋他遇上她》             | 戴安·琳恩 ‡              | 《不忠誘罪》                       |
| 2002年       | 雲妮·絲維嘉 ‡   | 《芝加哥》                     | 妮歌·潔曼 †              | 《时时刻刻》                       |
| 2002年       | 珍妮花·安妮斯頓 | 《麥田捕手的女孩》             | 萨尔玛·海耶克 ‡          | 《筆姬別戀》                       |
| 2002年       | 瑪姬·吉倫荷     | 《風流波士俏秘書》             | 茱莉安·摩尔 ‡            | 《远离天堂》                       |
| 2002年       | 嘉芙蓮·堅拿     | 《一屋女人香》                 | 薛歌妮·韋花              | 《烈火勇士》                       |
| 2002年       | 妮雅·瓦達蘿絲   | 《我的大嚿婚禮》               | 梅麗·史翠普              | 《时时刻刻》                       |
| 2003年       | 黛安·基顿 ‡     | 《爱是妥协》                   | 查理絲·花朗 †            | 《女魔头》                         |
| 2003年       | 潔美·李·寇蒂斯  | 《衰鬼媽咪》                   | 莎瑪花·摩頓 ‡            | 《紐約客》                         |
| 2003年       | 戴安·琳恩       | 《托斯卡纳艳阳下》             | 娜奧美·屈絲 ‡            | 《21克》                           |
| 2003年       | 姬蒂·荷姆絲     | 《潮女私房菜》                 | 東妮·克莉蒂              | 《日籍相對》                       |
| 2003年       | Hope Davis      | 《小人物狂想曲》               | 珍妮佛·康納莉            | 《怒火家園》                       |
| 2003年       | 海倫·美蘭       | 《女子十二不設防》             | 妮基·瑞德                | 《愛不回家》                       |
| 2003年       |                 |                                | 伊雯·瑞秋·伍德           | 《愛不回家》                       |
| 2004年       | 安妮·貝寧 ‡     | 《情迷祖莉亞》                 | 希拉莉·絲韻 †            | 《擊情》                           |
| 2004年       | 琦·溫絲莉 ‡     | 《無痛失戀》                   | 卡特琳娜·桑地諾·莫雷諾 ‡ | 《萬福瑪麗亞》                     |
| 2004年       | 吉娜·瑪隆       | 《天使假性經》                 | 艾美達·斯丹頓 ‡          | 《地下觀音》                       |
| 2004年       | 妮妲莉·寶雯     | 《傷心快樂人》                 | 奧瑪·花曼                | 《追殺比爾2》                      |
| 2004年       | 艾美·羅森       | 《歌劇魅影》                   | 羅娜·蓮妮                | 《爱你无条件》                     |
| 2004年       | 凯莉·华盛顿     | 《雷之心靈傳奇》               | 薛歌妮·韋花              | 《假想英雄》                       |
| 2005年       | 麗絲·韋花絲潘 † | 《弦途有你》                   | 菲莉絲蒂·夏夫曼 ‡        | 《尋找他媽...的故事》              |
| 2005年       | 茱迪·丹芝 ‡     | 《歌舞廳最後一夜》             | 查理絲·花朗 ‡            | 《對抗性侵犯》                     |
| 2005年       | 姬拉·麗莉 ‡     | 《傲慢與偏見》                 | 茱莉安·摩爾              | 《十全主妇》                       |
| 2005年       | 鍾·艾倫         | 《愛你把幾火》                 | 羅蘋·萊特                | 《致命殺機》                       |
| 2005年       | 克萊兒·丹妮絲   | 《愛你不愛》                   | 東妮·克莉蒂              | 《情繫8號半》                      |
| 2005年       | 瓊安·普洛萊特   | 《老人院的帕妃女士》           | 章子怡                   | 《藝伎回憶錄》                     |
| 2006年       | 梅麗·史翠普 ‡   | 《穿Prada的惡魔》              | 海倫·美蘭 †              | 《英女皇》                         |
| 2006年       | 安妮·貝寧       | 《怪誕家族》                   | 彭妮露·古絲 ‡            | 《浮花》                           |
| 2006年       | 碧昂絲          | 《夢幻女郎》                   | 茱迪·丹芝 ‡              | 《醜聞筆記》                       |
| 2006年       | 東妮·克莉蒂     | 《陽光小小姐》                 | 琦·溫絲莉 ‡              | 《隔牆有心人》                     |
| 2006年       | 茱莉·華達斯     | 《青春我做主》                 | 瑪姬·吉倫荷              | 《雪莉寶貝》                       |
| 2006年       | 朱迪·惠特克     | 《末路爱神》                   | 葛雷琴·莫爾              | 《傳奇惡女》                       |
| 2007年       | 艾伦·佩吉 ‡     | 《Juno少女孕記》               | 瑪莉安·歌迪雅 †          | 《玫瑰人生》                       |
| 2007年       | 姬蒂·白蘭芝 ‡   | 《傳奇女王伊利沙伯：黃金盛世》 | 茱莉·姬絲蒂 ‡            | 《柳暗花明》                       |
| 2007年       | 愛美·雅當絲     | 《魔法奇緣》                   | 羅娜·蓮妮 ‡              | 《沙煲兄妹日記》                   |
| 2007年       | 嘉芙蓮·希歌     | 《弊傢伙…搞大咗》              | 姬拉·麗莉                | 《贖罪》                           |
| 2007年       | 妮歌·潔曼       | 《婚禮的祝福》                 | 安祖蓮娜·祖莉            | 《死心．不息》                     |
| 2007年       | 艾蜜莉·摩提默   | 《充氣娃娃之戀》               | 蒂達·史雲頓              | 《杀婴少女》                       |
| 2008年       | 莎莉·霍金斯     | 《快樂小小姐》                 | 安祖蓮娜·祖莉 ‡          | 《換命謊言》                       |
| 2008年       | 嘉芙蓮·丹露     | 《屬於我們的聖誕節》           | 安妮·夏菲維 ‡            | 《愛與痛的嫁期》                   |
| 2008年       | 凱特·丹寧絲     | 《搖滾愛情譜曲》               | 梅莉莎·李欧 ‡            | 《冰冻之河》                       |
| 2008年       | 麗莎·庫卓       | 《藍色吉祥物》                 | 梅麗·史翠普 ‡            | 《聖訴》                           |
| 2008年       | 黛博拉·梅辛     | 《溫馨宅假期》                 | 琦·溫絲莉 †              | 《讀愛》                           |
| 2008年       | 梅麗·史翠普     | 《媽媽咪呀！》                 | 姬絲汀·史葛·湯瑪絲       | 《別問愛是誰》                     |
| 2009年       | 梅麗·史翠普 ‡   | 《朱莉与朱莉娅》               | 索瑞·安達斯魯            | 《被投石處死的索拉雅-M》           |
| 2009年       | 珊迪娜·布洛     | 《求婚的惡魔》                 | 凯瑞·穆里根 ‡            | 《少女失樂園》                     |
| 2009年       | 瑪莉安·歌迪雅   | 《華麗后台》                   | 艾蜜莉·布朗              | 《宮廷眷戀－維多利亞與阿爾拔親王》 |
| 2009年       | 柔伊·黛絲香奈   | 《心跳500天》                  | 艾比·柯尼施              | 《璀璨情詩》                       |
| 2009年       | 嘉芙蓮·希歌     | 《男女生了沒》                 | 彭妮露·古絲              | 《破碎的擁抱》                     |
| 2009年       |                 |                                | Catalina Saavedra        | 《女僕》                           |

### 2010年代
| 音樂及喜劇組    | 音樂及喜劇組          | 音樂及喜劇組                                                                | 戲劇組                                                                      | 戲劇組                       |
| 年份            | 女演員                | 提名電影                                                                    | 女演員                                                                      | 提名電影                     |
| --------------- | --------------------- | --------------------------------------------------------------------------- | --------------------------------------------------------------------------- | ---------------------------- |
| 2010年          | 安妮·夏菲維           | 《愛情戀上癮》                                                              | 露美·慧柏絲                                                                 | 《龍紋身的女孩》             |
| 2010年          | 安妮·貝寧 ‡           | 《非單親關係》                                                              | 妮妲莉·寶雯 †                                                               | 《黑天鹅》                   |
| 2010年          | 茱莉安·摩亞           | 《非單親關係》                                                              | 妮歌·潔曼 ‡                                                                 | 《兔子洞》                   |
| 2010年          | 莎莉·霍金斯           | 《达格纳姆制造》                                                            | 珍妮花·羅倫絲 ‡                                                             | 《冬天的骨头》               |
| 2010年          | 嘉芙蓮·堅拿           | 《隔籬屋有寶》                                                              | 米雪·威廉絲 ‡                                                               | 《蓝色情人节》               |
| 2010年          | 瑪麗–露易斯·帕克      | 《猛火爆》                                                                  | 海倫·美蘭                                                                   | 《暴風雨》                   |
| 2010年          | 瑪麗莎·托梅           | 《重量三角戰》                                                              | 蒂妲·絲雲頓                                                                 | 《我愛故我在》               |
| 2010年          |                       |                                                                             | 娜奧美·屈絲                                                                 | 《叛諜反擊》                 |
| 2011年          |                       |                                                                             |                                                                             |                              |
| 维奥拉·戴维斯 ‡ | 《相助》              | 2011-2017年 沒有劃分音樂及喜劇類電影和劇情類電影 全部歸於同一組別角遂獎項。 | 2011-2017年 沒有劃分音樂及喜劇類電影和劇情類電影 全部歸於同一組別角遂獎項。 |                              |
| 格伦·克洛斯 ‡   | 《雌雄莫辨》          | 2011-2017年 沒有劃分音樂及喜劇類電影和劇情類電影 全部歸於同一組別角遂獎項。 | 2011-2017年 沒有劃分音樂及喜劇類電影和劇情類電影 全部歸於同一組別角遂獎項。 |                              |
| 梅麗·史翠普 †   | 《铁娘子》            | 2011-2017年 沒有劃分音樂及喜劇類電影和劇情類電影 全部歸於同一組別角遂獎項。 | 2011-2017年 沒有劃分音樂及喜劇類電影和劇情類電影 全部歸於同一組別角遂獎項。 |                              |
| 米雪·威廉絲 ‡   | 《情迷夢露7天》       | 2011-2017年 沒有劃分音樂及喜劇類電影和劇情類電影 全部歸於同一組別角遂獎項。 | 2011-2017年 沒有劃分音樂及喜劇類電影和劇情類電影 全部歸於同一組別角遂獎項。 |                              |
| 奧莉薇雅·柯爾曼 | 《沉睡的暴龍》        | 2011-2017年 沒有劃分音樂及喜劇類電影和劇情類電影 全部歸於同一組別角遂獎項。 | 2011-2017年 沒有劃分音樂及喜劇類電影和劇情類電影 全部歸於同一組別角遂獎項。 |                              |
| 韋娜·法米加     | 《更高境界》          | 2011-2017年 沒有劃分音樂及喜劇類電影和劇情類電影 全部歸於同一組別角遂獎項。 | 2011-2017年 沒有劃分音樂及喜劇類電影和劇情類電影 全部歸於同一組別角遂獎項。 |                              |
| 伊莉莎白·奧爾森 | 《双面玛莎》          | 2011-2017年 沒有劃分音樂及喜劇類電影和劇情類電影 全部歸於同一組別角遂獎項。 | 2011-2017年 沒有劃分音樂及喜劇類電影和劇情類電影 全部歸於同一組別角遂獎項。 |                              |
| 查理絲·花朗     | 《盛女日記》          | 2011-2017年 沒有劃分音樂及喜劇類電影和劇情類電影 全部歸於同一組別角遂獎項。 | 2011-2017年 沒有劃分音樂及喜劇類電影和劇情類電影 全部歸於同一組別角遂獎項。 |                              |
| 艾蜜莉·華森     | 《柳橙與陽光》        | 2011-2017年 沒有劃分音樂及喜劇類電影和劇情類電影 全部歸於同一組別角遂獎項。 | 2011-2017年 沒有劃分音樂及喜劇類電影和劇情類電影 全部歸於同一組別角遂獎項。 |                              |
| 杨紫琼          | 《昂山素姬》          | 2011-2017年 沒有劃分音樂及喜劇類電影和劇情類電影 全部歸於同一組別角遂獎項。 | 2011-2017年 沒有劃分音樂及喜劇類電影和劇情類電影 全部歸於同一組別角遂獎項。 |                              |
| 2012年          | 珍妮花·羅倫絲 †       | 2011-2017年 沒有劃分音樂及喜劇類電影和劇情類電影 全部歸於同一組別角遂獎項。 | 2011-2017年 沒有劃分音樂及喜劇類電影和劇情類電影 全部歸於同一組別角遂獎項。 | 《乌云背后的幸福线》         |
| 2012年          | 杰西卡·查斯坦 ‡       | 2011-2017年 沒有劃分音樂及喜劇類電影和劇情類電影 全部歸於同一組別角遂獎項。 | 2011-2017年 沒有劃分音樂及喜劇類電影和劇情類電影 全部歸於同一組別角遂獎項。 | 《猎杀本·拉登》              |
| 2012年          | 埃玛妞·丽娃 ‡         | 2011-2017年 沒有劃分音樂及喜劇類電影和劇情類電影 全部歸於同一組別角遂獎項。 | 2011-2017年 沒有劃分音樂及喜劇類電影和劇情類電影 全部歸於同一組別角遂獎項。 | 《爱》                       |
| 2012年          | 姬拉·麗莉             | 2011-2017年 沒有劃分音樂及喜劇類電影和劇情類電影 全部歸於同一組別角遂獎項。 | 2011-2017年 沒有劃分音樂及喜劇類電影和劇情類電影 全部歸於同一組別角遂獎項。 | 《安娜．卡列尼娜》           |
| 2012年          | 羅娜·蓮妮             | 2011-2017年 沒有劃分音樂及喜劇類電影和劇情類電影 全部歸於同一組別角遂獎項。 | 2011-2017年 沒有劃分音樂及喜劇類電影和劇情類電影 全部歸於同一組別角遂獎項。 | 《當總統遇見皇上》           |
| 2012年          | 愛蜜麗·德奎恩         | 2011-2017年 沒有劃分音樂及喜劇類電影和劇情類電影 全部歸於同一組別角遂獎項。 | 2011-2017年 沒有劃分音樂及喜劇類電影和劇情類電影 全部歸於同一組別角遂獎項。 | 《誰知媽媽心》               |
| 2012年          | Laura Birn            | 2011-2017年 沒有劃分音樂及喜劇類電影和劇情類電影 全部歸於同一組別角遂獎項。 | 2011-2017年 沒有劃分音樂及喜劇類電影和劇情類電影 全部歸於同一組別角遂獎項。 | 《清洗》                     |
| 2013年          | 姬蒂·白蘭芝 †         | 2011-2017年 沒有劃分音樂及喜劇類電影和劇情類電影 全部歸於同一組別角遂獎項。 | 2011-2017年 沒有劃分音樂及喜劇類電影和劇情類電影 全部歸於同一組別角遂獎項。 | 《蓝色茉莉》                 |
| 2013年          | 愛美·雅當絲 ‡         | 2011-2017年 沒有劃分音樂及喜劇類電影和劇情類電影 全部歸於同一組別角遂獎項。 | 2011-2017年 沒有劃分音樂及喜劇類電影和劇情類電影 全部歸於同一組別角遂獎項。 | 《美国骗局》                 |
| 2013年          | 珊迪娜·布洛 ‡         | 2011-2017年 沒有劃分音樂及喜劇類電影和劇情類電影 全部歸於同一組別角遂獎項。 | 2011-2017年 沒有劃分音樂及喜劇類電影和劇情類電影 全部歸於同一組別角遂獎項。 | 《地心引力》                 |
| 2013年          | 茱迪·丹芝 ‡           | 2011-2017年 沒有劃分音樂及喜劇類電影和劇情類電影 全部歸於同一組別角遂獎項。 | 2011-2017年 沒有劃分音樂及喜劇類電影和劇情類電影 全部歸於同一組別角遂獎項。 | 《菲洛梅娜》                 |
| 2013年          | 梅麗·史翠普 ‡         | 2011-2017年 沒有劃分音樂及喜劇類電影和劇情類電影 全部歸於同一組別角遂獎項。 | 2011-2017年 沒有劃分音樂及喜劇類電影和劇情類電影 全部歸於同一組別角遂獎項。 | 《八月：奥色治郡》           |
| 2013年          | 阿黛尔·艾克阿切波洛斯 | 2011-2017年 沒有劃分音樂及喜劇類電影和劇情類電影 全部歸於同一組別角遂獎項。 | 2011-2017年 沒有劃分音樂及喜劇類電影和劇情類電影 全部歸於同一組別角遂獎項。 | 《接近無限溫暖的藍》         |
| 2013年          | 茱莉亞·路易絲-卓佛    | 2011-2017年 沒有劃分音樂及喜劇類電影和劇情類電影 全部歸於同一組別角遂獎項。 | 2011-2017年 沒有劃分音樂及喜劇類電影和劇情類電影 全部歸於同一組別角遂獎項。 | 《緣來…說夠了》              |
| 2013年          | 愛瑪·湯遜             | 2011-2017年 沒有劃分音樂及喜劇類電影和劇情類電影 全部歸於同一組別角遂獎項。 | 2011-2017年 沒有劃分音樂及喜劇類電影和劇情類電影 全部歸於同一組別角遂獎項。 | 《大夢想家》                 |
| 2014年          | 茱莉安·摩尔 †         | 2011-2017年 沒有劃分音樂及喜劇類電影和劇情類電影 全部歸於同一組別角遂獎項。 | 2011-2017年 沒有劃分音樂及喜劇類電影和劇情類電影 全部歸於同一組別角遂獎項。 | 《依然爱丽丝》               |
| 2014年          | 玛丽昂·歌迪亚 ‡       | 2011-2017年 沒有劃分音樂及喜劇類電影和劇情類電影 全部歸於同一組別角遂獎項。 | 2011-2017年 沒有劃分音樂及喜劇類電影和劇情類電影 全部歸於同一組別角遂獎項。 | 《两天一夜》                 |
| 2014年          | 费莉西蒂·琼斯 ‡       | 2011-2017年 沒有劃分音樂及喜劇類電影和劇情類電影 全部歸於同一組別角遂獎項。 | 2011-2017年 沒有劃分音樂及喜劇類電影和劇情類電影 全部歸於同一組別角遂獎項。 | 《万物理论》                 |
| 2014年          | 罗莎蒙·派克 ‡         | 2011-2017年 沒有劃分音樂及喜劇類電影和劇情類電影 全部歸於同一組別角遂獎項。 | 2011-2017年 沒有劃分音樂及喜劇類電影和劇情類電影 全部歸於同一組別角遂獎項。 | 《消失的爱人》               |
| 2014年          | 麗絲·韋花絲潘 ‡       | 2011-2017年 沒有劃分音樂及喜劇類電影和劇情類電影 全部歸於同一組別角遂獎項。 | 2011-2017年 沒有劃分音樂及喜劇類電影和劇情類電影 全部歸於同一組別角遂獎項。 | 《涉足荒野》                 |
| 2014年          | 古古·瑪芭塔-勞        | 2011-2017年 沒有劃分音樂及喜劇類電影和劇情類電影 全部歸於同一組別角遂獎項。 | 2011-2017年 沒有劃分音樂及喜劇類電影和劇情類電影 全部歸於同一組別角遂獎項。 | 《自由心鎖》                 |
| 2014年          | Anne Dorval           | 2011-2017年 沒有劃分音樂及喜劇類電影和劇情類電影 全部歸於同一組別角遂獎項。 | 2011-2017年 沒有劃分音樂及喜劇類電影和劇情類電影 全部歸於同一組別角遂獎項。 | 《慈母多惡兒》               |
| 2015年          | 瑟夏·羅南 ‡           | 2011-2017年 沒有劃分音樂及喜劇類電影和劇情類電影 全部歸於同一組別角遂獎項。 | 2011-2017年 沒有劃分音樂及喜劇類電影和劇情類電影 全部歸於同一組別角遂獎項。 | 《愛在他鄉》                 |
| 2015年          | 夏綠蒂·蘭普琳 ‡       | 2011-2017年 沒有劃分音樂及喜劇類電影和劇情類電影 全部歸於同一組別角遂獎項。 | 2011-2017年 沒有劃分音樂及喜劇類電影和劇情類電影 全部歸於同一組別角遂獎項。 | 《45年》                     |
| 2015年          | 姬蒂·白蘭芝 ‡         | 2011-2017年 沒有劃分音樂及喜劇類電影和劇情類電影 全部歸於同一組別角遂獎項。 | 2011-2017年 沒有劃分音樂及喜劇類電影和劇情類電影 全部歸於同一組別角遂獎項。 | 《卡露的情人》               |
| 2015年          | 布麗·拉爾森 †         | 2011-2017年 沒有劃分音樂及喜劇類電影和劇情類電影 全部歸於同一組別角遂獎項。 | 2011-2017年 沒有劃分音樂及喜劇類電影和劇情類電影 全部歸於同一組別角遂獎項。 | 《房间》                     |
| 2015年          | 嘉莉·慕萊根           | 2011-2017年 沒有劃分音樂及喜劇類電影和劇情類電影 全部歸於同一組別角遂獎項。 | 2011-2017年 沒有劃分音樂及喜劇類電影和劇情類電影 全部歸於同一組別角遂獎項。 | 《妇女参政论者》             |
| 2015年          | 布萊絲·丹娜           | 2011-2017年 沒有劃分音樂及喜劇類電影和劇情類電影 全部歸於同一組別角遂獎項。 | 2011-2017年 沒有劃分音樂及喜劇類電影和劇情類電影 全部歸於同一組別角遂獎項。 | 《黃昏情人夢》               |
| 2016年          | 伊莎貝·雨蓓 ‡         | 2011-2017年 沒有劃分音樂及喜劇類電影和劇情類電影 全部歸於同一組別角遂獎項。 | 2011-2017年 沒有劃分音樂及喜劇類電影和劇情類電影 全部歸於同一組別角遂獎項。 | 《她的危險遊戲》             |
| 2016年          | 露絲·奈嘉 ‡           | 2011-2017年 沒有劃分音樂及喜劇類電影和劇情類電影 全部歸於同一組別角遂獎項。 | 2011-2017年 沒有劃分音樂及喜劇類電影和劇情類電影 全部歸於同一組別角遂獎項。 | 《愛侶》                     |
| 2016年          | 梅麗·史翠普 ‡         | 2011-2017年 沒有劃分音樂及喜劇類電影和劇情類電影 全部歸於同一組別角遂獎項。 | 2011-2017年 沒有劃分音樂及喜劇類電影和劇情類電影 全部歸於同一組別角遂獎項。 | 《走音天后》                 |
| 2016年          | 妮妲莉·寶雯 ‡         | 2011-2017年 沒有劃分音樂及喜劇類電影和劇情類電影 全部歸於同一組別角遂獎項。 | 2011-2017年 沒有劃分音樂及喜劇類電影和劇情類電影 全部歸於同一組別角遂獎項。 | 《第一夫人的秘密》           |
| 2016年          | 艾瑪·史東 †           | 2011-2017年 沒有劃分音樂及喜劇類電影和劇情類電影 全部歸於同一組別角遂獎項。 | 2011-2017年 沒有劃分音樂及喜劇類電影和劇情類電影 全部歸於同一組別角遂獎項。 | 《星聲夢裡人》               |
| 2016年          | 愛美·雅當絲           | 2011-2017年 沒有劃分音樂及喜劇類電影和劇情類電影 全部歸於同一組別角遂獎項。 | 2011-2017年 沒有劃分音樂及喜劇類電影和劇情類電影 全部歸於同一組別角遂獎項。 | 《迷離字戀》                 |
| 2016年          | 安納·貝寧             | 2011-2017年 沒有劃分音樂及喜劇類電影和劇情類電影 全部歸於同一組別角遂獎項。 | 2011-2017年 沒有劃分音樂及喜劇類電影和劇情類電影 全部歸於同一組別角遂獎項。 | 《二十世紀女性》             |
| 2016年          | 泰拉姬·P·漢森         | 2011-2017年 沒有劃分音樂及喜劇類電影和劇情類電影 全部歸於同一組別角遂獎項。 | 2011-2017年 沒有劃分音樂及喜劇類電影和劇情類電影 全部歸於同一組別角遂獎項。 | 《NASA無名英雌》             |
| 2017年          | 莎莉·霍金斯 ‡         | 2011-2017年 沒有劃分音樂及喜劇類電影和劇情類電影 全部歸於同一組別角遂獎項。 | 2011-2017年 沒有劃分音樂及喜劇類電影和劇情類電影 全部歸於同一組別角遂獎項。 | 《忘形水》                   |
| 2017年          | 黛安·克魯格 §         | 2011-2017年 沒有劃分音樂及喜劇類電影和劇情類電影 全部歸於同一組別角遂獎項。 | 2011-2017年 沒有劃分音樂及喜劇類電影和劇情類電影 全部歸於同一組別角遂獎項。 | 《烈愛天堂》                 |
| 2017年          | 法蘭絲·麥杜雯†        | 2011-2017年 沒有劃分音樂及喜劇類電影和劇情類電影 全部歸於同一組別角遂獎項。 | 2011-2017年 沒有劃分音樂及喜劇類電影和劇情類電影 全部歸於同一組別角遂獎項。 | 《廣告牌殺人事件》           |
| 2017年          | 瑟夏·羅南 ‡           | 2011-2017年 沒有劃分音樂及喜劇類電影和劇情類電影 全部歸於同一組別角遂獎項。 | 2011-2017年 沒有劃分音樂及喜劇類電影和劇情類電影 全部歸於同一組別角遂獎項。 | 《不得鳥小姐》               |
| 2017年          | 瑪歌·羅比 ‡           | 2011-2017年 沒有劃分音樂及喜劇類電影和劇情類電影 全部歸於同一組別角遂獎項。 | 2011-2017年 沒有劃分音樂及喜劇類電影和劇情類電影 全部歸於同一組別角遂獎項。 | 《冰之驕女》                 |
| 2017年          | 茱迪·丹芝             | 2011-2017年 沒有劃分音樂及喜劇類電影和劇情類電影 全部歸於同一組別角遂獎項。 | 2011-2017年 沒有劃分音樂及喜劇類電影和劇情類電影 全部歸於同一組別角遂獎項。 | 《維多利亞女王：日不落奇緣》 |
| 2017年          | 愛瑪·史東             | 2011-2017年 沒有劃分音樂及喜劇類電影和劇情類電影 全部歸於同一組別角遂獎項。 | 2011-2017年 沒有劃分音樂及喜劇類電影和劇情類電影 全部歸於同一組別角遂獎項。 | 《男女單打戰》               |
| 2017年          | 謝茜嘉·謝西婷         | 2011-2017年 沒有劃分音樂及喜劇類電影和劇情類電影 全部歸於同一組別角遂獎項。 | 2011-2017年 沒有劃分音樂及喜劇類電影和劇情類電影 全部歸於同一組別角遂獎項。 | 《莫莉遊戲》                 |
| 2018年          | 奧莉薇雅·柯爾曼 †     | 《真寵》                                                                    | 格伦·克洛斯 ‡                                                               | 《》                         |
| 2018年          | Lady Gaga ‡           | 《星夢情深》                                                                | Yalitza Aparicio ‡                                                          | 《羅馬》                     |
| 2018年          | 愛蜜莉·布朗           | 《愛·滿人間》                                                               | 梅丽莎·麦卡西 ‡                                                             | 《大老作家》                 |
| 2018年          | 艾爾西·費雪爾         | 《八年級生》                                                                | 妮歌·潔曼                                                                   | 《摧毀者》                   |
| 2018年          | 崔娜·蒂虹             | 《Nico, 1988》                                                              | 露莎蒙·碧姬                                                                 | 《私人戰爭》                 |
| 2018年          | 吳恬敏                | 《瘋狂亞洲富豪》                                                            | 维奥拉·戴维斯                                                               | 《寡婦》                     |
| 2019年          | 史嘉蕾·喬韓森 ‡       | 《婚姻故事》                                                                | 奧卡菲娜 ‡                                                                  | 《别告诉她》                 |
| 2019年          | 辛西婭·艾利沃 ‡       | 《哈莉特》                                                                  | 安娜·德哈瑪斯                                                               | 《鋒迴路轉》                 |
| 2019年          | 海倫·美蘭             | 《大說謊家》                                                                | 茱莉安·摩爾                                                                 | 《葛洛莉亚·贝尔》            |
| 2019年          | 查理兹·塞隆           | 《重磅腥聞》                                                                | 吳恬敏                                                                      | 《舞孃騙很大》               |
| 2019年          | 艾尔弗丽·伍达德       | 《宽宥》                                                                    |                                                                             |                              |
| 2019年          | 蕾妮·齐薇格†          | 《朱迪》                                                                    |                                                                             |                              |

### 2020年代
| 音樂及喜劇組 | 音樂及喜劇組       | 音樂及喜劇組               | 戲劇組          | 戲劇組                   |
| 年份         | 女演員             | 提名電影                   | 女演員          | 提名電影                 |
| ------------ | ------------------ | -------------------------- | --------------- | ------------------------ |
| 2020年       | 玛丽亚·巴卡洛娃‡   | 《芭樂特電影續集》         | 法蘭絲·麥杜雯 † | 《无依之地》             |
| 2020年       | 拉什达·琼斯        | 《触礁》                   | 维奥拉·戴维斯   | 《蓝调天后》             |
| 2020年       | 蜜雪兒·菲佛        | 《法式出口》               | 凡妮莎·寇比     | 《女人的碎片》           |
| 2020年       | 瑪歌·羅比          | 《猛禽小隊：小丑女大解放》 | 索非娅·罗兰     | 《来日同行》             |
| 2020年       | 梅麗·史翠普        | 《畢業舞會》               | 嘉莉·慕萊根     | 《前程似锦的女孩》       |
| 2020年       | 安雅·泰勒-喬伊     | 《艾瑪.》                  | 凱特·溫斯蕾     | 《菊石》                 |
| 2021年       | 艾拉娜·海姆        | 《甘草比萨》               | 克莉絲汀·史都華 | 《史賓賽》               |
| 2021年       | 梅丽莎·巴雷拉      | 《紐約高地》               | 杰西卡·查斯坦   | 《神聖電視台》           |
| 2021年       | 珍妮佛·哈德遜      | 《靈魂心聲》               | 奧莉薇雅·柯爾曼 | 《暗处的女儿》           |
| 2021年       | 雷娜特·赖因斯夫    | 《世界上最糟糕的人》       | 佩内洛普·克鲁兹 | 《平行母亲》             |
| 2021年       |                    |                            | Lady Gaga       | 《Gucci：豪門謀殺案》    |
| 2021年       |                    |                            | 妮可·基嫚       | 《里卡多一家》           |
| 2022年       | 杨紫琼             | 《媽的多重宇宙》           | 丹妮爾·戴德維勒 | 《蒂爾》                 |
| 2022年       | 贾奈尔·梦内        | 《鋒迴路轉：抽絲剝繭》     | 凯特·布兰切特   | 《TÁR塔爾》              |
| 2022年       | 瑪歌·羅比          | 《巴比倫》                 | 杰西卡·查斯坦   | 《良心护士》             |
| 2022年       | 艾瑪·湯普遜        | 《祝你好运，里奥·格兰德》  | 维奥拉·戴维斯   | 《女王》                 |
| 2022年       |                    |                            | 薇琪·克利普斯   | 《束胸》                 |
| 2022年       |                    |                            | 蜜雪兒·威廉絲   | 《法貝爾曼》             |
| 2023年       | 艾瑪·史東          | 《可憐的東西》             | 莉莉·格萊斯頓   | 《花月殺手》             |
| 2023年       | 范塔西婭           | 《紫色》                   | 佩内洛普·克鲁兹 | 《法拉利》               |
| 2023年       | 阿尔玛·珀于斯蒂    | 《枯叶》                   | 桑德拉·惠勒     | 《坠落的审判》           |
| 2023年       | 瑪歌·羅比          | 《Barbie芭比》             | 葛莉塔·李       | 《之前的我們》           |
| 2023年       | 卡莉·史派妮        | 《普瑞希拉》               | 嘉莉·慕萊根     | 《音乐大师》             |
| 2023年       |                    |                            | 娜塔莉·波特曼   | 《五月的你，十二月的她》 |
| 2024年       | 黛米·摩尔          | 《懼裂》                   | 费尔南达·托雷斯 | 《我仍在此》             |
| 2024年       | 辛西婭·艾利沃      | 《魔法壞女巫》             | 莉莉-蘿絲·戴普  | 《吸血鬼：諾斯費拉圖》   |
| 2024年       | 麥琪·麥迪遜        | 《阿诺拉》                 | 安吉丽娜·朱莉   | 《玛丽亚》               |
| 2024年       | 薇诺娜·瑞德        | 《陰間大法師 Beetlejuice》 | 妮可·基嫚       | 《小心肝儿》             |
| 2024年       | 卡拉·索菲亞·賈斯康 | 《璀璨女人夢》             | 瑟夏·羅南       | 《逃脱》                 |
| 2024年       | 朱恩·斯奎布        | 《老嘢時速》               | 蒂達·史雲頓     | 《隔壁房间》             |